# Xylocopa tenuiscapa
Xylocopa tenuiscapa là một loài Hymenoptera trong họ Apidae. Loài này được Westwood mô tả khoa học năm 1840.